# Đội tuyển bóng đá quốc gia Ai Cập
Đội tuyển bóng đá quốc gia Ai Cập (tiếng Ả Rập: مُنتخب مَــصـر, Montakhab Masr), với biệt danh Các Pharaoh, là đội tuyển cấp quốc gia của Ai Cập do Hiệp hội bóng đá Ai Cập quản lý. Đây là đội bóng châu Phi thành công nhất ở cấp độ khu vực, khi đã 7 lần đoạt chức vô địch Cúp bóng đá châu Phi: 1957, 1959, 1986, 1998, 2006, 2008 và 2010.
Ai Cập là đội bóng đầu tiên của châu Phi dự Giải bóng đá vô địch thế giới khi có mặt tại Ý năm 1934, thua Hungary 2–4. Sau đó Ai Cập cũng vượt qua vòng loại World Cup hai lần vào các năm 1990 và 2018, tuy nhiên không qua được vòng bảng. Họ mang tên Đội tuyển bóng đá quốc gia Cộng hoà Ả Rập Thống nhất khi Ai Cập và Syria sáp nhập thành Cộng hòa Ả Rập Thống nhất từ 1958 đến 1961 và một mình Ai Cập mang tên này cho đến 1970. Họ hai lần dự trận tranh huy chương đồng tại Olympic (1928 và 1964), tuy nhiên thất bại cả hai.

## Trang phục thi đấu
Áo đấu sân nhà của đội tuyển Ai Cập là màu đỏ, sân khách là màu trắng, áo đấu thứ ba là màu xanh lá.

### Nhà cung cấp trang phục
| Nhà cung cấp | Giai đoạn |
| ------------ | --------- |
| Adidas       | 1990–1995 |
| Venecia      | 1995–1998 |
| Puma         | 1999–2004 |
| Adidas       | 2004–2006 |
| Puma         | 2006–2012 |
| Adidas       | 2012–2019 |
| Puma         | 2019–nay  |

## Danh hiệu
- Cúp bóng đá châu Phi

Vô địch (7) – kỷ lục: 1957; 1959; 1986; 1998; 2006; 2008; 2010
Á quân: 1962; 2017; 2021
Hạng ba: 1963; 1970; 1974
- Vô địch cúp Ả Rập: 1

Vô địch: 1992
Hạng ba: 1988
- Bóng đá nam tại African Games:

 1987
 1973

## Thành tích quốc tế

### Giải bóng đá vô địch thế giới
Tính đến nay, đội tuyển Ai Cập mới 3 lần tham dự các vòng chung kết Giải bóng đá vô địch thế giới, cả ba lần dự giải đều dừng bước ở vòng 1.
| Năm           | Kết quả                  | Th                       | St                       | T                        | H                        | B                        | Bt                       | Bb                       |
| ------------- | ------------------------ | ------------------------ | ------------------------ | ------------------------ | ------------------------ | ------------------------ | ------------------------ | ------------------------ |
| 1930          | Không tham dự            | Không tham dự            | Không tham dự            | Không tham dự            | Không tham dự            | Không tham dự            | Không tham dự            | Không tham dự            |
| 1934          | Vòng 1                   | 13/16                    | 1                        | 0                        | 0                        | 1                        | 2                        | 4                        |
| 1938          | Bỏ cuộc                  | Bỏ cuộc                  | Bỏ cuộc                  | Bỏ cuộc                  | Bỏ cuộc                  | Bỏ cuộc                  | Bỏ cuộc                  | Bỏ cuộc                  |
| 1950          | Không tham dự            | Không tham dự            | Không tham dự            | Không tham dự            | Không tham dự            | Không tham dự            | Không tham dự            | Không tham dự            |
| 1954          | Không vượt qua vòng loại | Không vượt qua vòng loại | Không vượt qua vòng loại | Không vượt qua vòng loại | Không vượt qua vòng loại | Không vượt qua vòng loại | Không vượt qua vòng loại | Không vượt qua vòng loại |
| 1958 đến 1966 | Bỏ cuộc                  | Bỏ cuộc                  | Bỏ cuộc                  | Bỏ cuộc                  | Bỏ cuộc                  | Bỏ cuộc                  | Bỏ cuộc                  | Bỏ cuộc                  |
| 1970          | Không tham dự            | Không tham dự            | Không tham dự            | Không tham dự            | Không tham dự            | Không tham dự            | Không tham dự            | Không tham dự            |
| 1974 đến 1986 | Không vượt qua vòng loại | Không vượt qua vòng loại | Không vượt qua vòng loại | Không vượt qua vòng loại | Không vượt qua vòng loại | Không vượt qua vòng loại | Không vượt qua vòng loại | Không vượt qua vòng loại |
| 1990          | Vòng 1                   | 20/24                    | 3                        | 0                        | 2                        | 1                        | 1                        | 2                        |
| 1994 đến 2014 | Không vượt qua vòng loại | Không vượt qua vòng loại | Không vượt qua vòng loại | Không vượt qua vòng loại | Không vượt qua vòng loại | Không vượt qua vòng loại | Không vượt qua vòng loại | Không vượt qua vòng loại |
| 2018          | Vòng 1                   | 31/32                    | 3                        | 0                        | 0                        | 3                        | 2                        | 6                        |
| 2022          | Không vượt qua vòng loại | Không vượt qua vòng loại | Không vượt qua vòng loại | Không vượt qua vòng loại | Không vượt qua vòng loại | Không vượt qua vòng loại | Không vượt qua vòng loại | Không vượt qua vòng loại |
| 2026 đến 2034 | Chưa xác định            | Chưa xác định            | Chưa xác định            | Chưa xác định            | Chưa xác định            | Chưa xác định            | Chưa xác định            | Chưa xác định            |
| Tổng cộng     | 3/22 3 lần vòng 1        | 3/22 3 lần vòng 1        | 7                        | 0                        | 2                        | 5                        | 5                        | 12                       |

### Cúp bóng đá châu Phi
Ai Cập đang giữ kỉ lục 7 lần vô địch châu Phi, trong đó có 3 lần liên tiếp và 19 trận bất bại (từ 2006 đến 2010). Đội cũng giữ kỉ lục 14 lần liên tiếp có mặt ở vòng chung kết (từ 1984 đến 2010).
| Cúp bóng đá châu Phi | Cúp bóng đá châu Phi          | Cúp bóng đá châu Phi          | Cúp bóng đá châu Phi          | Cúp bóng đá châu Phi          | Cúp bóng đá châu Phi          | Cúp bóng đá châu Phi          | Cúp bóng đá châu Phi          | Cúp bóng đá châu Phi          | Cúp bóng đá châu Phi          |
| Năm                  | Vòng                          | Hạng                          | Pld                           | W                             | D                             | L                             | GF                            | GA                            |                               |
| -------------------- | ----------------------------- | ----------------------------- | ----------------------------- | ----------------------------- | ----------------------------- | ----------------------------- | ----------------------------- | ----------------------------- | ----------------------------- |
| 1957                 | Vô địch                       | 1st                           | 2                             | 2                             | 0                             | 0                             | 6                             | 1                             |                               |
| 1959                 | Vô địch                       | 1st                           | 2                             | 2                             | 0                             | 0                             | 6                             | 1                             |                               |
| 1962                 | Á quân                        | 2nd                           | 2                             | 1                             | 0                             | 1                             | 4                             | 5                             |                               |
| 1963                 | Hạng ba                       | 3rd                           | 3                             | 2                             | 1                             | 0                             | 11                            | 5                             |                               |
| 1965                 | Bỏ cuộc khi tham dự vòng loại | Bỏ cuộc khi tham dự vòng loại | Bỏ cuộc khi tham dự vòng loại | Bỏ cuộc khi tham dự vòng loại | Bỏ cuộc khi tham dự vòng loại | Bỏ cuộc khi tham dự vòng loại | Bỏ cuộc khi tham dự vòng loại | Bỏ cuộc khi tham dự vòng loại | Bỏ cuộc khi tham dự vòng loại |
| 1968                 | Bỏ cuộc                       | Bỏ cuộc                       | Bỏ cuộc                       | Bỏ cuộc                       | Bỏ cuộc                       | Bỏ cuộc                       | Bỏ cuộc                       | Bỏ cuộc                       | Bỏ cuộc                       |
| 1970                 | Hạng ba                       | 3rd                           | 5                             | 3                             | 1                             | 1                             | 10                            | 5                             |                               |
| 1972                 | Không vượt qua vòng loại      | Không vượt qua vòng loại      | Không vượt qua vòng loại      | Không vượt qua vòng loại      | Không vượt qua vòng loại      | Không vượt qua vòng loại      | Không vượt qua vòng loại      | Không vượt qua vòng loại      | Không vượt qua vòng loại      |
| 1974                 | Hạng ba                       | 3rd                           | 5                             | 4                             | 0                             | 1                             | 13                            | 5                             |                               |
| 1976                 | Hạng tư                       | 4th                           | 6                             | 1                             | 2                             | 3                             | 9                             | 12                            |                               |
| 1978                 | Không vượt qua vòng loại      | Không vượt qua vòng loại      | Không vượt qua vòng loại      | Không vượt qua vòng loại      | Không vượt qua vòng loại      | Không vượt qua vòng loại      | Không vượt qua vòng loại      | Không vượt qua vòng loại      | Không vượt qua vòng loại      |
| 1980                 | Hạng tư                       | 4th                           | 5                             | 2                             | 1                             | 2                             | 6                             | 7                             |                               |
| 1982                 | Bỏ cuộc                       | Bỏ cuộc                       | Bỏ cuộc                       | Bỏ cuộc                       | Bỏ cuộc                       | Bỏ cuộc                       | Bỏ cuộc                       | Bỏ cuộc                       | Bỏ cuộc                       |
| 1984                 | Hạng tư                       | 4th                           | 5                             | 2                             | 2                             | 1                             | 6                             | 6                             |                               |
| 1986                 | Vô địch                       | 1st                           | 5                             | 3                             | 1                             | 1                             | 5                             | 1                             |                               |
| 1988                 | Vòng 1                        | 6th                           | 3                             | 1                             | 1                             | 1                             | 3                             | 1                             |                               |
| 1990                 | Vòng 1                        | 8th                           | 3                             | 0                             | 0                             | 3                             | 1                             | 6                             |                               |
| 1992                 | Vòng 1                        | 11th                          | 2                             | 0                             | 0                             | 2                             | 0                             | 2                             |                               |
| 1994                 | Tứ kết                        | 5th                           | 3                             | 1                             | 1                             | 1                             | 4                             | 1                             |                               |
| 1996                 | Tứ kết                        | 7th                           | 4                             | 2                             | 0                             | 2                             | 5                             | 6                             |                               |
| 1998                 | Vô địch                       | 1st                           | 6                             | 4                             | 1                             | 1                             | 10                            | 1                             |                               |
| 2000                 | Tứ kết                        | 5th                           | 4                             | 3                             | 0                             | 1                             | 7                             | 3                             |                               |
| 2002                 | Tứ kết                        | 6th                           | 4                             | 2                             | 0                             | 2                             | 3                             | 3                             |                               |
| 2004                 | Vòng 1                        | 9th                           | 3                             | 1                             | 1                             | 1                             | 3                             | 3                             |                               |
| 2006                 | Vô địch                       | 1st                           | 6                             | 4                             | 2                             | 0                             | 12                            | 3                             |                               |
| 2008                 | Vô địch                       | 1st                           | 6                             | 5                             | 1                             | 0                             | 15                            | 5                             |                               |
| 2010                 | Vô địch                       | 1st                           | 6                             | 6                             | 0                             | 0                             | 15                            | 2                             |                               |
| 2012 đến 2015        | Không vượt qua vòng loại      | Không vượt qua vòng loại      | Không vượt qua vòng loại      | Không vượt qua vòng loại      | Không vượt qua vòng loại      | Không vượt qua vòng loại      | Không vượt qua vòng loại      | Không vượt qua vòng loại      | Không vượt qua vòng loại      |
| 2017                 | Á quân                        | 2nd                           | 6                             | 3                             | 2                             | 1                             | 5                             | 3                             |                               |
| 2019                 | Vòng 2                        | 10th                          | 4                             | 3                             | 0                             | 1                             | 5                             | 1                             |                               |
| 2021                 | Á quân                        | 2nd                           | 7                             | 3                             | 4                             | 0                             | 4                             | 2                             |                               |
| 2023                 | Vòng 2                        | 12th                          | 4                             | 0                             | 4                             | 0                             | 7                             | 7                             |                               |
| 2025                 | Chưa xác định                 | Chưa xác định                 | Chưa xác định                 | Chưa xác định                 | Chưa xác định                 | Chưa xác định                 | Chưa xác định                 | Chưa xác định                 |                               |
| 2027                 | Chưa xác định                 | Chưa xác định                 | Chưa xác định                 | Chưa xác định                 | Chưa xác định                 | Chưa xác định                 | Chưa xác định                 | Chưa xác định                 |                               |
| Tổng cộng            | 7 lần vô địch                 | 26/34                         | 111                           | 60                            | 25                            | 26                            | 175                           | 97                            |                               |

- Khung đỏ: Chủ nhà

### Cúp Liên đoàn các châu lục
Ai Cập từng 2 lần tham dự Cúp Liên đoàn các châu lục với tư cách nhà vô địch châu Phi. Tuy nhiên họ đều không vượt qua vòng bảng.
| Năm           | Kết quả                   | Th                        | St                        | T                         | H                         | B                         | Bt                        | Bb                        |
| ------------- | ------------------------- | ------------------------- | ------------------------- | ------------------------- | ------------------------- | ------------------------- | ------------------------- | ------------------------- |
| 1992 đến 1997 | Không giành quyền tham dự | Không giành quyền tham dự | Không giành quyền tham dự | Không giành quyền tham dự | Không giành quyền tham dự | Không giành quyền tham dự | Không giành quyền tham dự | Không giành quyền tham dự |
| 1999          | Vòng bảng                 | 7                         | 3                         | 0                         | 2                         | 1                         | 5                         | 9                         |
| 2001 đến 2005 | Không giành quyền tham dự | Không giành quyền tham dự | Không giành quyền tham dự | Không giành quyền tham dự | Không giành quyền tham dự | Không giành quyền tham dự | Không giành quyền tham dự | Không giành quyền tham dự |
| 2009          | Vòng bảng                 | 6                         | 3                         | 1                         | 0                         | 2                         | 4                         | 7                         |
| 2013 đến 2017 | Không giành quyền tham dự | Không giành quyền tham dự | Không giành quyền tham dự | Không giành quyền tham dự | Không giành quyền tham dự | Không giành quyền tham dự | Không giành quyền tham dự | Không giành quyền tham dự |
| Tổng cộng     | 2/10 2 lần vòng bảng      | 2/10 2 lần vòng bảng      | 6                         | 1                         | 2                         | 3                         | 9                         | 16                        |

### Thế vận hội
Ai Cập đã từng 9 lần tham dự Thế vận hội, trong đó thành tích tốt nhất là 2 lần hạng tư (1928, 1964).
- (Nội dung thi đấu dành cho cấp đội tuyển quốc gia cho đến kỳ Đại hội năm 1988)

| Năm                           | Thành tích               | Pld                      | W                        | D                        | L                        | GF                       | GA                       |
| ----------------------------- | ------------------------ | ------------------------ | ------------------------ | ------------------------ | ------------------------ | ------------------------ | ------------------------ |
| Paris 1900 đến Stockholm 1912 | Không tham dự            | Không tham dự            | Không tham dự            | Không tham dự            | Không tham dự            | Không tham dự            | Không tham dự            |
| Antwerp 1920                  | Vòng 1                   | 1                        | 0                        | 0                        | 1                        | 1                        | 2                        |
| Paris 1924                    | Tứ kết                   | 2                        | 1                        | 0                        | 1                        | 3                        | 5                        |
| Amsterdam 1928                | Hạng tư                  | 4                        | 2                        | 0                        | 2                        | 12                       | 19                       |
| Berlin 1936                   | Vòng 1                   | 1                        | 0                        | 0                        | 1                        | 1                        | 3                        |
| London 1948                   | Vòng 1                   | 1                        | 0                        | 0                        | 1                        | 1                        | 3                        |
| Helsinki 1952                 | Vòng 1                   | 2                        | 1                        | 0                        | 1                        | 6                        | 7                        |
| Melbourne 1956                | Bỏ cuộc khi đang tham dự | Bỏ cuộc khi đang tham dự | Bỏ cuộc khi đang tham dự | Bỏ cuộc khi đang tham dự | Bỏ cuộc khi đang tham dự | Bỏ cuộc khi đang tham dự | Bỏ cuộc khi đang tham dự |
| Roma 1960                     | Vòng 1                   | 3                        | 0                        | 1                        | 2                        | 4                        | 11                       |
| Tokyo 1964                    | Hạng tư                  | 6                        | 2                        | 1                        | 3                        | 18                       | 16                       |
| México 1968                   | Bỏ cuộc sau vòng loại    | Bỏ cuộc sau vòng loại    | Bỏ cuộc sau vòng loại    | Bỏ cuộc sau vòng loại    | Bỏ cuộc sau vòng loại    | Bỏ cuộc sau vòng loại    | Bỏ cuộc sau vòng loại    |
| Munich 1972 đến Montreal 1976 | Không vượt qua vòng loại | Không vượt qua vòng loại | Không vượt qua vòng loại | Không vượt qua vòng loại | Không vượt qua vòng loại | Không vượt qua vòng loại | Không vượt qua vòng loại |
| Moskva 1980                   | Bỏ cuộc khi đang tham dự | Bỏ cuộc khi đang tham dự | Bỏ cuộc khi đang tham dự | Bỏ cuộc khi đang tham dự | Bỏ cuộc khi đang tham dự | Bỏ cuộc khi đang tham dự | Bỏ cuộc khi đang tham dự |
| Los Angeles 1984              | Tứ kết                   | 4                        | 1                        | 1                        | 2                        | 5                        | 5                        |
| Seoul 1988                    | Không vượt qua vòng loại | Không vượt qua vòng loại | Không vượt qua vòng loại | Không vượt qua vòng loại | Không vượt qua vòng loại | Không vượt qua vòng loại | Không vượt qua vòng loại |
| Tổng cộng                     | 9/19                     | 24                       | 7                        | 3                        | 14                       | 51                       | 71                       |

### Cúp bóng đá Ả Rập
| Năm           | Thành tích    | Thứ hạng      | Pld           | W             | D             | L             | GF            | GA            |
| ------------- | ------------- | ------------- | ------------- | ------------- | ------------- | ------------- | ------------- | ------------- |
| 1963 đến 1985 | Không tham dự | Không tham dự | Không tham dự | Không tham dự | Không tham dự | Không tham dự | Không tham dự | Không tham dự |
| 1988          | Bán kết       | 3rd           | 6             | 3             | 2             | 1             | 6             | 0             |
| 1992          | Vô địch       | 1st           | 4             | 3             | 1             | 0             | 5             | 3             |
| 1998          | Vòng bảng     | 10th          | 2             | 1             | 0             | 1             | 3             | 5             |
| 2002          | Không tham dự | Không tham dự | Không tham dự | Không tham dự | Không tham dự | Không tham dự | Không tham dự | Không tham dự |
| 2012          |               | 7th           | 3             | 0             | 2             | 1             | 3             | 4             |
| 2021          | Bán kết       | 4th           | 6             | 3             | 2             | 1             | 10            | 2             |
| Tổng cộng     | 1 lần vô địch | 5/10          | 21            | 10            | 7             | 4             | 27            | 14            |

### Phi vận hội
- (Nội dung thi đấu dành cho cấp đội tuyển quốc gia cho đến kỳ Đại hội năm 1987)

| Năm              | Thành tích               | Pld                      | W                        | D                        | L                        | GF                       | GA                       |
| ---------------- | ------------------------ | ------------------------ | ------------------------ | ------------------------ | ------------------------ | ------------------------ | ------------------------ |
| Brazzaville 1965 | Không vượt qua vòng loại | Không vượt qua vòng loại | Không vượt qua vòng loại | Không vượt qua vòng loại | Không vượt qua vòng loại | Không vượt qua vòng loại | Không vượt qua vòng loại |
| Lagos 1973       | Huy chương đồng          | 5                        | 3                        | 0                        | 2                        | 12                       | 12                       |
| Algiers 1978     | Bỏ cuộc khi đang tham dự | 3                        | 2                        | 1                        | 0                        | 6                        | 2                        |
| Nairobi 1987     | Huy chương vàng          | 5                        | 3                        | 1                        | 1                        | 6                        | 4                        |
| Tổng cộng        | 1 lần huy chương vàng    | 13                       | 8                        | 2                        | 3                        | 24                       | 18                       |

## Kết quả thi đấu

### 2024
| 7 tháng 1 Giao hữu | Ai Cập                              | 2–0      | Tanzania | Cairo, Ai Cập                                                                  |  |
| 18:00 UTC+2        | - Trézéguet 32' - Manula 73' (l.n.) | Chi tiết |          | Sân vận động: Sân vận động Quốc tế Cairo Trọng tài: Hashem Al-Ibrahim (Kuwait) |  |

| 14 tháng 1 Bảng B CAN 2023 | Ai Cập                             | 2–2      | Mozambique              | Abidjan, Bờ Biển Ngà                                                                                          |  |
| 17:00 UTC±0                | - Mostafa 2' - Salah 90+7' (ph.đ.) | Chi tiết | - Witi 56' - Clésio 58' | Sân vận động: Sân vận động Felix Houphouet Boigny Lượng khán giả: 11,933 Trọng tài: Dahane Beida (Mauritanie) |  |

| 18 tháng 1 Bảng B CAN 2023 | Ai Cập                       | 2–2      | Ghana              | Abidjan, Bờ Biển Ngà                                                                                     |  |
| 20:00 UTC±0                | - Marmoush 69' - Mostafa 74' | Chi tiết | - Kudus 45+3', 71' | Sân vận động: Sân vận động Felix Houphouet Boigny Lượng khán giả: 20,808 Trọng tài: Pierre Atcho (Gabon) |  |

| 22 tháng 1 Bảng B CAN 2023 | Cabo Verde                          | 2–2      | Ai Cập                          | Abidjan, Bờ Biển Ngà                                                                                                  |  |
| 20:00 UTC±0                | - G. Tavares 45+1' - Teixeira 90+9' | Chi tiết | - Trézéguet 50' - Mostafa 90+3' | Sân vận động: Sân vận động Felix Houphouet Boigny Lượng khán giả: 15,650 Trọng tài: Alhadi Allaou Mahamat (Tiệp Khắc) |  |

| 28 tháng 1 Vòng 16 đội CAN 2023                                                         | Ai Cập | 1–1 (s.h.p.) (7–8 p)                                                                           | CHDC Congo | San Pédro, Bờ Biển Ngà                   |  |
| 20:00 UTC±0                                                                             |        |                                                                                                |            | Sân vận động: Sân vận động Laurent Pokou |  |
|                                                                                         |        | Loạt sút luân lưu                                                                              |            |                                          |  |
| - Abdelmonem - Mohamed - Marmoush - Kamal - Hany - Hegazi - Fathi - Hamada - Abou Gabal |        | - Moutoussamy - Masuaku - Dianagana - Silas - Tshibola - Kalulu - Mbemba - Inonga Baka - Mpasi |            |                                          |  |

| 22 tháng 3 FIFA Series 2024 | Ai Cập                | 1–0      | New Zealand | New Administrative Capital, Ai Cập                                                                                          |  |
| 22:00 UTC+2                 | - Mostafa 29' (ph.đ.) | Chi tiết |             | Sân vận động: Sân vận động New Administrative Capital Lượng khán giả: 30,200 Trọng tài: Clement Franklin Kpan (Bờ Biển Ngà) |  |

| 26 tháng 3 FIFA Series 2024 | Ai Cập                        | 2–4      | Croatia                                                | New Administrative Capital, Ai Cập                                                                               |  |
| 22:00 UTC+2                 | - Rabia 6' - Abdelmonem 90+4' | Chi tiết | - Vlašić 21' - Petković 57' - Kramarić 77' - Majer 86' | Sân vận động: Sân vận động New Administrative Capital Lượng khán giả: 85,350 Trọng tài: Adalbert Diouf (Sénégal) |  |

| 6 tháng 6 Vòng loại FIFA World Cup 2026 | Ai Cập             | 2–1      | Burkina Faso   | Cairo, Ai Cập                                                                                   |  |
| 22:00 UTC+2                             | - Trézéguet 3', 8' | Chi tiết | - L.Traoré 57' | Sân vận động: Sân vận động Quốc tế Cairo Lượng khán giả: 65,000 Trọng tài: Peter Waweru (Kenya) |  |

| 10 tháng 6 Vòng loại FIFA World Cup 2026 | Guiné-Bissau | 1–1      | Ai Cập      | Bissau, Guiné-Bissau                                               |  |
| 16:00 UTC±0                              | - Baldé 42'  | Chi tiết | - Salah 70' | Sân vận động: Sân vận động 24 tháng 9 Trọng tài: Mahmood Ismail () |  |

| 2 tháng 9 Vòng loại CAN 2025 | Ai Cập | v | Cabo Verde |  |  |
|                              |        |   |            |  |  |

| 6 tháng 9 Vòng loại CAN 2025 | Botswana | v | Ai Cập |  |  |
|                              |          |   |        |  |  |

| 11 tháng 10 Vòng loại CAN 2025 | Ai Cập | v | Mauritanie |  |  |
|                                |        |   |            |  |  |

| 15 tháng 10 Vòng loại CAN 2025 | Mauritanie | v | Ai Cập |  |  |
|                                |            |   |        |  |  |

| 11 tháng 11 Vòng loại CAN 2025 | Cabo Verde | v | Ai Cập |  |  |
|                                |            |   |        |  |  |

| 15 tháng 11 Vòng loại CAN 2025 | Ai Cập | v | Botswana |  |  |
|                                |        |   |          |  |  |

## Cầu thủ

### Các cầu thủ khoác áo đội tuyển nhiều nhất

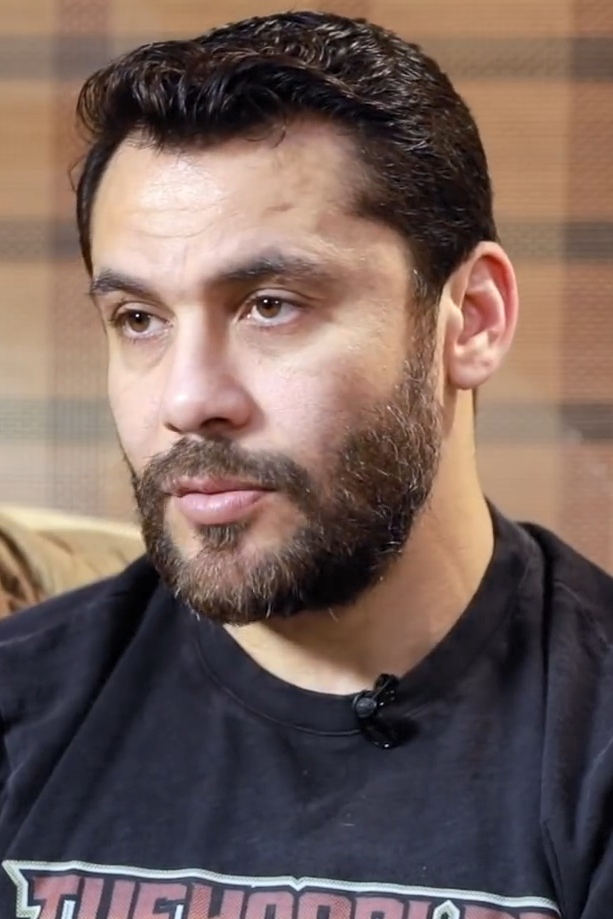
Ahmed Hassan là cầu thủ thi đấu nhiều nhất với 184 trận.

Tính đến 12 tháng 9 năm 2023, 10 cầu thủ khoác áo đội tuyển Ai Cập nhiều lần nhất là:
| #  | Họ tên               | Số trận | Số bàn thắng | Năm thi đấu |
| -- | -------------------- | ------- | ------------ | ----------- |
| 1  | Ahmed Hassan         | 184     | 33           | 1995–2012   |
| 2  | Hossam Hassan        | 178     | 68           | 1985–2006   |
| 3  | Essam El-Hadary      | 155     | 0            | 1996–2018   |
| 4  | Ahmed Fathy          | 136     | 3            | 2002–2021   |
| 5  | Ibrahim Hassan       | 132     | 14           | 1988–2002   |
| 6  | Hany Ramzy           | 123     | 3            | 1988–2003   |
| 7  | Wael Gomaa           | 114     | 1            | 2001–2013   |
| 8  | Ahmed El-Kass        | 112     | 25           | 1987–1997   |
| 8  | Abdel-Zaher El-Saqqa | 112     | 4            | 1997–2010   |
| 10 | Rabie Yassin         | 109     | 1            | 1982–1991   |

### Các cầu thủ ghi nhiều bàn thắng nhất

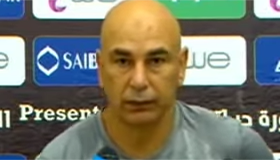
Hossam Hassan là cầu thủ ghi nhiều bàn thắng nhất với 68 bàn.

Tính đến 12 tháng 9 năm 2023, các cầu thủ ghi nhiều bàn thắng nhất cho đội tuyển Ai Cập là:
| #  | Họ tên            | Số bàn thắng | Số trận | Hiệu suất | Năm thi đấu |
| -- | ----------------- | ------------ | ------- | --------- | ----------- |
| 1  | Hossam Hassan     | 68           | 178     | 0.38      | 1985–2006   |
| 2  | Mohamed Salah     | 56           | 98      | 0.58      | 2011–0000   |
| 2  | Hassan El-Shazly  | 42           | 62      | 0.67      | 1961–1975   |
| 4  | Mohamed Aboutrika | 38           | 100     | 0.38      | 2001–2013   |
| 5  | Ahmed Hassan      | 33           | 184     | 0.18      | 1995–2012   |
| 6  | Amr Zaki          | 30           | 63      | 0.48      | 2004–2013   |
| 7  | Emad Moteab       | 28           | 70      | 0.40      | 2004–2015   |
| 8  | Ahmed El-Kass     | 25           | 112     | 0.22      | 1987–1997   |
| 9  | Gamal Abdelhamid  | 24           | 79      | 0.30      | 1979–1993   |
| 10 | Mahmoud El Khatib | 24           | 54      | 0.44      | 1974–1986   |

### Đội hình hiện tại
Đây là đội hình tham dự CAN 2023.

Số liệu thống kê tính đến ngày 28 tháng 1 năm 2024 sau trận gặp CHDC Congo.
| Số | VT | Cầu thủ                    | Ngày sinh (tuổi)  | Trận | Bàn | Câu lạc bộ             |
| -- | -- | -------------------------- | ----------------- | ---- | --- | ---------------------- |
| 1  | TM | Ahmed El Shenawy           | 14 tháng 5, 1991  | 30   | 0   | Pyramids               |
| 16 | TM | Mohamed El Shenawy         | 18 tháng 12, 1988 | 55   | 0   | Al Ahly                |
| 23 | TM | Mohamed Abou Gabal         | 29 tháng 1, 1989  | 12   | 0   | National Bank of Egypt |
| 26 | TM | Mohamed Sobhy              | 15 tháng 7, 1999  | 4    | 0   | Zamalek                |
|    |    |                            |                   |      |     |                        |
| 2  | HV | Ali Gabr                   | 10 tháng 1, 1989  | 40   | 1   | Pyramids               |
| 3  | HV | Mohamed Hany               | 25 tháng 1, 1996  | 17   | 0   | Al Ahly                |
| 4  | HV | Omar Kamal                 | 29 tháng 9, 1993  | 21   | 1   | Future                 |
| 6  | HV | Ahmed Hegazi               | 25 tháng 1, 1991  | 88   | 2   | Al Ittihad             |
| 12 | HV | Mohamed Hamdy              | 15 tháng 3, 1995  | 17   | 0   | Pyramids               |
| 13 | HV | Ahmed Fotouh               | 22 tháng 3, 1998  | 28   | 1   | Zamalek                |
| 15 | HV | Yasser Ibrahim             | 10 tháng 2, 1993  | 6    | 0   | Al Ahly                |
| 21 | HV | Ahmed Samy                 | 1 tháng 4, 1992   | 1    | 0   | Pyramids               |
| 24 | HV | Mohamed Abdelmonem         | 1 tháng 2, 1999   | 25   | 2   | Al Ahly                |
|    |    |                            |                   |      |     |                        |
| 5  | TV | Hamdy Fathy                | 29 tháng 9, 1994  | 40   | 3   | Al-Wakrah              |
| 8  | TV | Emam Ashour                | 20 tháng 2, 1998  | 15   | 0   | Al Ahly                |
| 14 | TV | Marwan Attia               | 1 tháng 8, 1998   | 10   | 0   | Al Ahly                |
| 17 | TV | Mohamed Elneny             | 11 tháng 7, 1992  | 101  | 8   | Arsenal                |
| 20 | TV | Mahmoud Hamada             | 1 tháng 6, 1994   | 11   | 0   | Al Masry               |
| 27 | TV | Mohanad Lasheen            | 29 tháng 5, 1996  | 11   | 0   | Pyramids               |
|    |    |                            |                   |      |     |                        |
| 7  | TĐ | Trézéguet                  | 1 tháng 10, 1994  | 71   | 16  | Trabzonspor            |
| 9  | TĐ | Ahmed Hassan               | 5 tháng 3, 1993   | 32   | 6   | Pendikspor             |
| 10 | TĐ | Mohamed Salah (Đội trưởng) | 15 tháng 6, 1992  | 98   | 56  | Liverpool              |
| 11 | TĐ | Kahraba                    | 13 tháng 4, 1994  | 31   | 5   | Al Ahly                |
| 18 | TĐ | Mostafa Fathi              | 12 tháng 5, 1994  | 26   | 2   | Pyramids               |
| 19 | TĐ | Mostafa Mohamed            | 28 tháng 11, 1997 | 37   | 12  | Nantes                 |
| 22 | TĐ | Omar Marmoush              | 7 tháng 2, 1999   | 29   | 5   | Eintracht Frankfurt    |
| 25 | TĐ | Ahmed Sayed                | 10 tháng 1, 1996  | 39   | 2   | Zamalek                |

### Triệu tập gần đây
| Vt | Cầu thủ              | Ngày sinh (tuổi)  | Số trận | Bt | Câu lạc bộ             | Lần cuối triệu tập             |
| -- | -------------------- | ----------------- | ------- | -- | ---------------------- | ------------------------------ |
| TM | Mohamed Awad         | 6 tháng 7, 1992   | 2       | 0  | Zamalek                | 2023 Africa Cup of Nations PRE |
| TM | Mohamed Bassam       | 25 tháng 12, 1990 | 0       | 0  | Ceramica Cleopatra     | 2023 Africa Cup of Nations PRE |
| TM | Mahmoud Gad          | 1 tháng 10, 1998  | 0       | 0  | Al Masry               | 2023 Africa Cup of Nations PRE |
|    |                      |                   |         |    |                        |                                |
| HV | Mahmoud Hamdy        | 1 tháng 6, 1995   | 26      | 2  | Zamalek                | 2023 Africa Cup of Nations PRE |
| HV | Ramy Rabia           | 20 tháng 5, 1993  | 24      | 3  | Al Ahly                | 2023 Africa Cup of Nations PRE |
| HV | Karim Hafez          | 12 tháng 3, 1996  | 7       | 0  | Pyramids               | 2023 Africa Cup of Nations PRE |
| HV | Akram Tawfik         | 8 tháng 11, 1997  | 4       | 1  | Al Ahly                | 2023 Africa Cup of Nations PRE |
| HV | Hussein El Sayed     | 18 tháng 9, 1991  | 2       | 0  | Al Masry               | 2023 Africa Cup of Nations PRE |
| HV | Hossam Abdul-Majeed  | 30 tháng 4, 2001  | 1       | 0  | Zamalek                | 2023 Africa Cup of Nations PRE |
| HV | Mahmoud Marei        | 24 tháng 4, 1998  | 1       | 0  | Future                 | 2023 Africa Cup of Nations PRE |
| HV | Osama Galal          | 17 tháng 9, 1997  | 1       | 0  | Pyramids               | 2023 Africa Cup of Nations PRE |
| HV | Ahmed Ramadan        | 23 tháng 3, 1997  | 1       | 0  | Ceramica Cleopatra FC  | 2023 Africa Cup of Nations PRE |
| HV | Mohamed Shokry       | 6 tháng 7, 1999   | 0       | 0  | Ceramica Cleopatra     | 2023 Africa Cup of Nations PRE |
| HV | Abdel Rahman Ramadan | 6 tháng 6, 1993   | 2       | 0  | Ceramica Cleopatra     | v. Nam Sudan, 18 June 2023     |
| HV | Hesham Salah         | 10 tháng 6, 1997  | 0       | 0  | Al Ittihad             | v. Nam Sudan, 18 June 2023     |
|    |                      |                   |         |    |                        |                                |
| TV | Abdallah El Said     | 13 tháng 7, 1985  | 55      | 6  | Pyramids               | 2023 Africa Cup of Nations PRE |
| TV | Mohamed Magdy        | 6 tháng 3, 1996   | 19      | 5  | Al Ahly                | 2023 Africa Cup of Nations PRE |
| TV | Sam Morsy            | 10 tháng 9, 1991  | 9       | 0  | Ipswich Town           | 2023 Africa Cup of Nations PRE |
| TV | Hussein El Shahat    | 21 tháng 6, 1992  | 7       | 0  | Al Ahly                | 2023 Africa Cup of Nations PRE |
| TV | Nabil Emad           | 6 tháng 4, 1996   | 6       | 0  | Zamalek                | 2023 Africa Cup of Nations PRE |
| TV | Ahmed Nabil Koka     | 4 tháng 7, 2001   | 0       | 0  | Al Ahly                | 2023 Africa Cup of Nations PRE |
| TV | Mohamed Abdelsamia   | 10 tháng 3, 2000  | 0       | 0  | Ismaily                | 2023 Africa Cup of Nations PRE |
| TV | Mohamed Reda         | 10 tháng 11, 2000 | 1       | 0  | Pyramids               | v. Nam Sudan, 18 June 2023     |
| TV | Mohamed Ibrahim      | 1 tháng 3, 1992   | 7       | 0  | Ceramica Cleopatra     | 2023 Africa Cup of Nations PRE |
| TV | Mohanad Lasheen      | 26 tháng 5, 1996  | 8       | 0  | Tala'ea El Gaish       | v. Nam Sudan, 18 June 2023     |
| TV | Mohamed Helal        | 8 tháng 10, 1995  | 0       | 0  | National Bank of Egypt | v. Nam Sudan, 18 June 2023     |
| TV | Ghanam Mohamed       | 12 tháng 3, 1997  | 1       | 0  | Future                 | v. Nam Sudan, 18 June 2023     |
|    |                      |                   |         |    |                        |                                |
| TĐ | Ramadan Sobhi        | 23 tháng 1, 1997  | 37      | 2  | Pyramids               | 2023 Africa Cup of Nations PRE |
| TĐ | Mohamed Sherif       | 4 tháng 2, 1996   | 18      | 5  | Al-Khaleej             | 2023 Africa Cup of Nations PRE |
| TĐ | Ahmed Yasser Rayan   | 24 tháng 1, 1998  | 3       | 0  | Ceramica Cleopatra     | 2023 Africa Cup of Nations PRE |
| TĐ | Osama Faisal         | 1 tháng 1, 2001   | 1       | 0  | Zamalek                | 2023 Africa Cup of Nations PRE |
| TĐ | Abdel Rahman Magdy   | 12 tháng 9, 1997  | 1       | 0  | Ismaily                | 2023 Africa Cup of Nations PRE |
| TĐ | Oufa                 | 6 tháng 10, 1996  | 0       | 0  | ENPPI                  | 2023 Africa Cup of Nations PRE |
| TĐ | Mostafa Zaki         | 27 tháng 4, 1997  | 0       | 0  | ZED                    | 2023 Africa Cup of Nations PRE |
| TĐ | Ibrahim Adel         | 23 tháng 4, 2001  | 6       | 0  | Pyramids               | v. Tunisia, 12 September 2023  |
| TĐ | Ahmed Abdel Kader    | 23 tháng 5, 1999  | 1       | 0  | Al Ahly                | v. Malawi, 28 March 2023       |

Chú thích
- SUS Cầu thủ bỏ cuộc
- INJ Cầu thủ rút lui vì chấn thương
- PRE Đội hình sơ bộ
- RET Đã chia tay đội tuyển quốc gia
- WD Cầu thủ rút lui vì chấn thương không rõ ràng